# Salival
Salival ist ein in limitierter Auflage erschienenes Boxset, das die Band Tool am 12. Dezember 2000 in den USA veröffentlichte.
Veröffentlichungstermin in Deutschland war der 27. April 2001. Es enthält, je nach Version, neben der Audio-CD eine DVD oder VHS-Kassette, auf der sich die gesammelten Videos der Band wiederfinden. Die CD enthält neben Liveaufnahmen älterer Songs auch neues Material wie das Led-Zeppelin-Cover „No Quarter“. Das Lied sollte in der Verfilmung von Private Parts, der Autobiografie von Howard Stern, Verwendung finden. Tool gaben aber keine Freigabe. Das Lied „You Lied“ stammt von Justin Chancellors früherer Band Peach.

## Titelliste
1. Third Eye (live)
2. Part of Me (live)
3. Pushit (live)
4. Message to Harry Manback II
5. You Lied  (live) (Original von Peach)
6. Merkaba (live)
7. No Quarter (Original von Led Zeppelin)
8. L.A.M.C. (steht für Los Angeles Municipal Court)
  - Maynard's Dick (Hidden Track)

## Videoliste
- Sober
- Prison Sex
- Stinkfist
- Ænema
- Hush (fehlt in der VHS-Version)

## Gastmusiker
- Aloke Dutta – Tabla bei „Pushit“
- King Buzzo – zusätzliche Gitarre bei „You Lied“
- Vince De Franco – Synthesizer bei „Third Eye“
- David Bottrill – Keyboard bei „Message to Harry Manback II“